# Jetty
Eclipse Jetty est un serveur HTTP et un moteur de servlet entièrement fondé sur la technologie Java. Jetty est un logiciel libre distribué selon les termes de la licence Apache 2.0. Il est utilisé par plusieurs autres projets populaires comme les serveurs d'applications JBoss et Geronimo.
En raison de sa petite taille, il convient parfaitement pour fournir des services web une fois embarqué dans une application Java.
Depuis 2009, le développement du noyau est hébergé par la fondation Eclipse. Il est embarqué dans la distribution Eclipse en tant que greffon.